# Kulturzelt
Koordinaten: 51° 18′ 46″ N, 9° 30′ 11,1″ O
Das Kulturzelt ist ein Musikfestival in Kassel, dass seit 1987 jährlich im Sommer stattfindet. Die Veranstaltungsreihe war zu Beginn unter der Kasseler Bevölkerung und besonders den Anrainern stark umstritten, hat sich aber heute zu einer etablierten und gut besuchten Veranstaltung entwickelt. Die Künstler traten zu Beginn in einem Zirkuszelt auf, welches seit 2010 einem festen, zeltartigen, temporären, freitragenden Konzertsaal gewichen ist.

## Geschichte
Das Kulturzelt war zunächst vom Kasseler Kulturdezernenten Hans-Bernhard Nordhoff als Rahmenprogramm der documenta 8 im Jahr 1987 konzipiert und sollte den Besuchern der documenta ein Festival für Jazz, Weltmusik und seinerzeit noch Kabarett und Literatur bieten. Als Veranstaltungsort diente zunächst ein Zirkuszelt auf dem Gelände nahe der Drahtbrücke und Hessenkampfbahn, im Documenta-Jahr 1992 ein von dem Architekten James Stirling entworfenes Zelt auf der Karlswiese in der Karlsaue und dann in den weiteren Jahren wieder der angestammte Standort.
Als 1987 die erste Konzertreihe beginnen sollte, startete das Kulturzelt ohne Zelt, da der Zeltaufbau sich verzögerte. In der Folge war das Kulturzelt immer wieder umstritten, da sich die Anrainer von dem Festivallärm gestört fühlten. Im Juni 1988 erfolgte dann sogar ein Anschlag gegen das Zelt: Nachdem Unbekannte die Knoten gelöst, Heringe verbogen und Drahtseile gelockert hatten stürzte das Zelt in sich zusammen. Im Juli des gleichen Jahres erfolgte ein weiterer Anschlag, indem die Spannseile gelöst wurden. Diese Manipulation wurde jedoch früh entdeckt und blieb daher ohne Folgen. Des Weiteren erfolgte auch ein Brandanschlag und das Zelt wurde Opfer von mehreren Einbruchdiebstählen. Trotz aller Widrigkeiten spielten im Jahr 1988 sieben Bands im Kulturzelt.
Ein Problem der ersten Jahre war auch der schleppende Kartenverkauf und die geringen Zuschauerzahlen. Dadurch musste in vielen Bereichen gespart werden und so dienten zum Beispiel Bauwagen als Künstlergarderobe und für das Catering wurde ein Pizzaservice beauftragt. Die Kosten für die Unterkünfte der Künstler mussten diese selber tragen. Im Laufe der Jahre stieg jedoch das Interesse des Publikums am Kulturzelt und die finanzielle Lage entspannte sich zunächst. Erst als 1994 der Kulturdezernent Nordhoff durch seine Nachfolgerin Irmgard Schleicher abgelöst wurde verschlechterte sich die Lage wieder, da der Etat für das Kulturzelt unter ihrer Führung zusammengestrichen wurde. Daraufhin gründeten Angelika Umbach, Lutz Engelhardt und andere Interessierte einen gemeinnützigen Verein für die Förderung von Kultur- und Kommunikationsprojekte, der bis 2018 Veranstalter für das Kulturzelt war. Die Kosten für die Veranstaltungsreihe wird seither durch den Kartenverkauf und Sponsoring getragen (langjähriger Hauptsponsor ist das Unternehmen Wintershall-DEA).

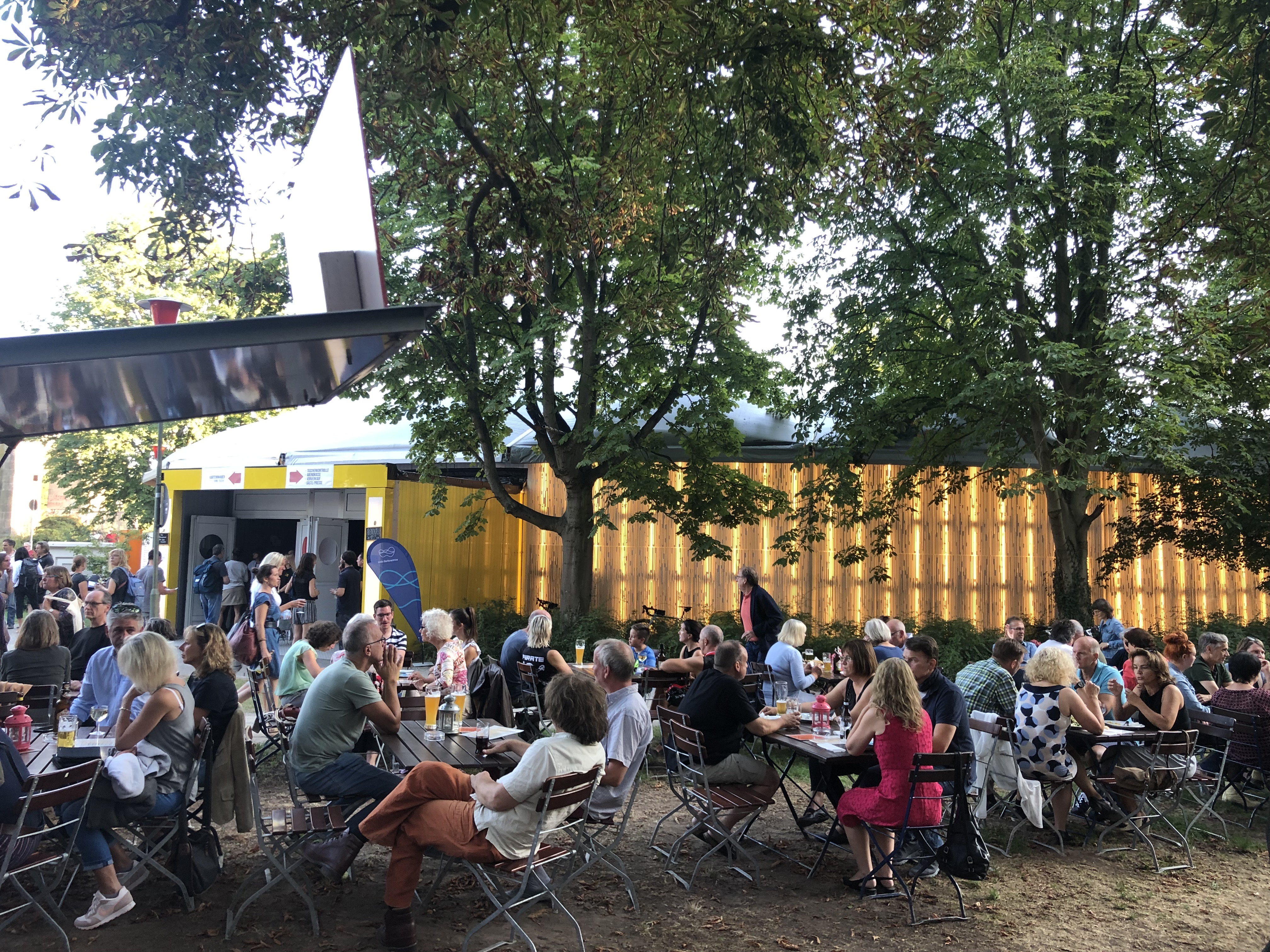
Kulturzelt-Biergarten mit Gästen

Als im Jahr 2009 ein neues, größeres Zelt angemietet wurde, blieben die Unzulänglichkeiten der Akustik, der Klimatisierung und der Wetterfestigkeit. Daher wurde 2010 der bisherige Zeltaufbau durch einen 500.000 Euro teuren temporären, freitragenden Konzertsaal ersetzt. Die Kosten dafür wurden zu einem Großteil von der Stadt Kassel und der Wintershall Holding getragen. Dieser 860 m2 große graue Rundbau aus Plexiglas wird bei Dunkelheit beleuchtet und fasst insgesamt 900 Besucher pro Konzert. 
Mittlerweile ist das Kulturzelt in Kassel ein deutschlandweit etabliertes Musikfestival und es treten Künstler mit internationalem Ruf auf. Nicht selten sind die Konzerte ausverkauft. Der Name wurde auch mit der Neukonstruktion zum Konzertsaal beibehalten.
Im September 2018 wurde bekannt gegeben, dass sich die Organisatoren Angelika Umbach und Lutz Engelhardt aus dem Konzept Kulturzelt zurückziehen wollen. Als Grund wurde die mangelnde Unterstützung durch die Stadt Kassel angegeben. Die Stadt hat dies in einer Pressemeldung dementiert. Im November 2018 wurde bekannt gegeben, dass es mehrere Interessenten für die Weiterführung des Kulturzelts mit abgespecktem Programm gibt.
2019 gründeten Mathias Jakob, Lutz Reimer, Jürgen Truß und Bernhard Weiß die gemeinnützige Zeltkultur GmbH als neue Trägergesellschaft, welche seitdem das Projekt Kulturzelt Kassel weiterführt.
Im Jahr 2020 brach kurz vor Start des Kartenvorverkaufes die COVID-19-Pandemie aus. Zum ersten Mal seit über 30 Jahren konnte das Kulturzelt nicht in gewohnter Form stattfinden. Als Reaktion wurde 2020 vom Kulturzelt Kassel das neue Veranstaltungsformat „Kulturzelt Zwischenspiel“ ins Leben gerufen, um eine Reihe kleinerer Konzerte unter angepassten Hygienebedingungen veranstalten zu können. Gemeinsam mit den anderen führenden Kasseler Institutionen „Verein KulturNetz Kassel“, Museumslandschaft Hessen Kassel (MHK), und dem Staatstheater Kassel wurde das Spendenprojekt „Einkommen schaffen“ initiiert, über welches über 100.000 Euro an lokale Künstler ausgeschüttet wurden.

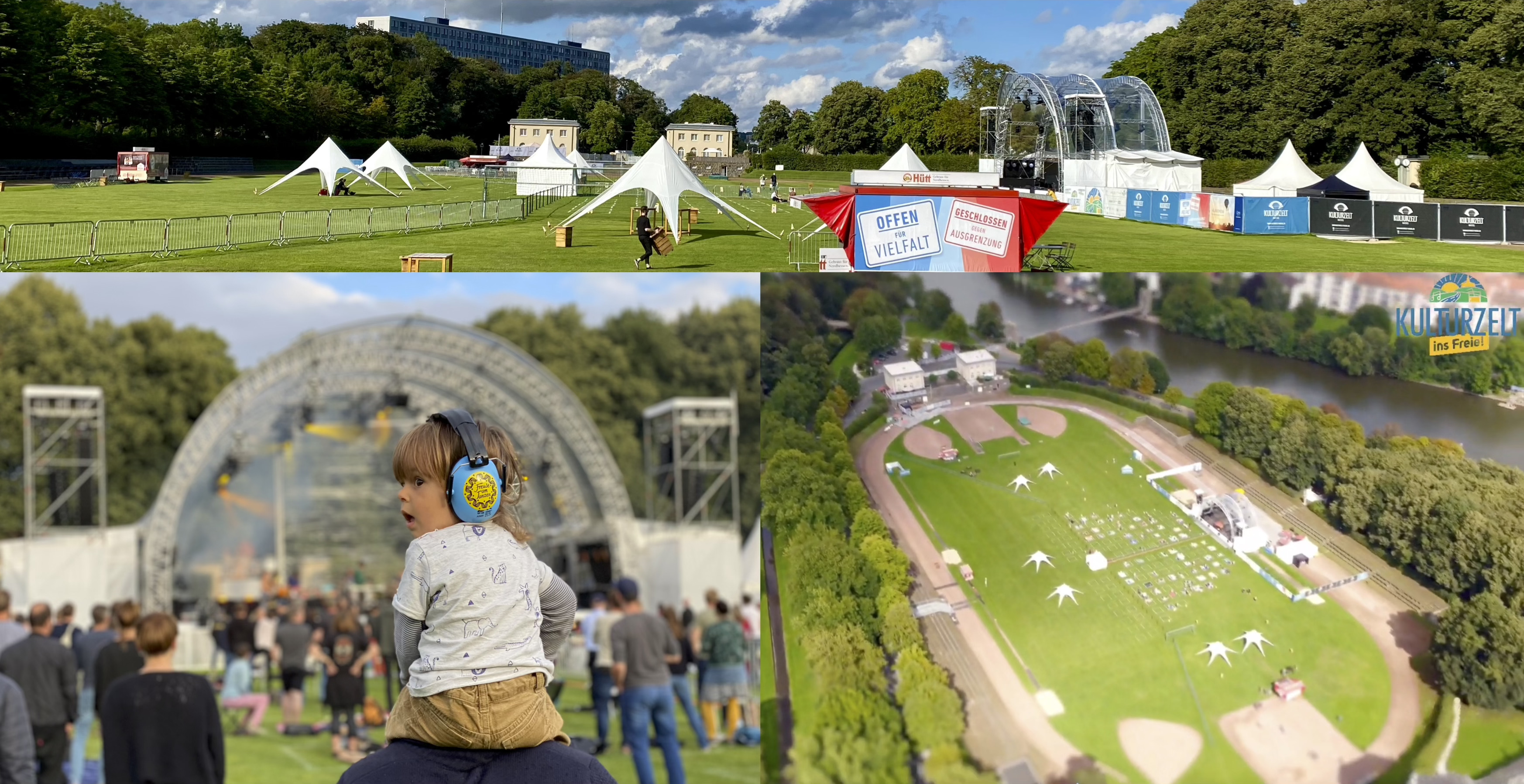
Open-Air-Veranstaltung während der COVID-19-Pandemie.

2021 wurde unter schwierigen Randbedingungen ein neues Open-Air-Konzept mit erstmaliger Erschließung und Umbenennung der benachbarten Hessenkampfbahn in Hessen-Kultur-Bahn und neuem Hygienekonzept mit Kreiderastern auf dem Spielfeld entwickelt und erfolgreich durchgeführt.

Kulturzelt Kassel mit Gastronomiegarten, Luftbild

2022 konnte zur documenta fifteen im Sommer wieder die mobile Konzerthalle auf ihrem angestammten Platz mit umgebenden Biergarten aufgebaut und 42 Veranstaltungen innerhalb 9 ½ Wochen durchgeführt werden. Allerdings waren die Auswirkungen der COVID-19-Pandemie (Besucherschwund) und die allgemeinen Preissteigerungen durch Inflation und den Angriffskrieg auf die Ukraine auch für das Kulturzelt Kassel zu spüren.